# Jozef Valachovič
Jozef Valachovič (Bratislava, 12 juli 1975) is een voormalig profvoetballer uit Slowakije. Hij speelde als verdediger in Slowakije, Oostenrijk en Israël gedurende zijn carrière. In 2010 beëindigde hij zijn actieve loopbaan.

## Interlandcarrière
Valachovič kwam in totaal 32 keer (één doelpunt) uit voor het Slowaaks voetbalelftal in de periode 1999-2009. Hij maakte zijn debuut op 19 mei 1999 in de vriendschappelijke wedstrijd in Dubnica nad Váhom tegen Bulgarije, die met 2-0 werd gewonnen door treffers van Milan Timko en Róbert Tomaschek. Valachovič trad in dat duel na 79 minuten aan als vervanger van Martin Fabuš. Ook Vladimír Kožuch en Peter Németh maakten in die wedstrijd hun debuut voor de nationale ploeg.

## Erelijst
Slovan Bratislava
- Slowaaks landskampioenschap

2009
 Rapid Wien
- Oostenrijks landskampioenschap

2005